# Земцов, Александр Николаевич
Алекса́ндр Никола́евич Земцо́в (25 декабря 1948 — 30 ноября 2012) — советский и российский учёный, кандидат геолого-минералогических наук, окончил Ленинградский государственный университет (математико-механический факультет) по специальности «астрофизика». Окончил в 1986 г. очную аспирантуру Института вулканологии ДВНЦ АН СССР, защитил диссертацию по теме «Исследование твердой дисперсной фазы эруптивного вулканического облака». После защиты диссертации работал в Институте вулканологии ДВНЦ АН СССР, Тихоокеанском океанологическом институте ДВНЦ АН СССР, Геологическом институте РАН. Принимал участие, являлся организатором и руководителем ряда экспедиций, в том числе международных, в районах действующих вулканов Камчатки и Курильских островов. С 2000 г. сотрудник института Истории естествознания и техники РАН, работал над докторской диссертацией по теме «Развитие физической вулканологии в СССР».

## Научная деятельность
Н. А. Земцовым было опубликовано более 80 научных трудов.
В рамках плановой темы отдела истории наук о Земле ИИЕТ РАН работал по темам: «Развитие физической вулканологии в России (XIX—XX вв.)» и «Учебные пособия по истории географии и истории геологии». А. Н. Земцов также вел исследовательскую работу по следующим направлениям: история базальтовых технологий в СССР; история полярных исследований в СССР (организационный аспект). В соавторстве с Н. Е. Аблесимовым А. Н. Земцовым была опубликована монография «Релаксационные эффекты в неравновесных конденсированных системах. Базальты: от извержения до волокна». Несмотря на специальный характер, монография содержит сведения по истории научных исследований. В инициативном порядке А. Н. Земцов выступил в качестве составителя и научного редактора сб. статей С. А. Ларькова и Ф. А. Романенко «Враги народа за Полярным кругом».
А. Н. Земцов являлся членом Российского географического общества, членом Санкт-Петербургского союза ученых, членом экспертного совета Экономической рабочей группы при Администрации Президента РФ, членом редакционного совета Информационного бюллетеня «Современные строительные конструкции». А. Н. Земцов выступил одним из создателей НП «Базальтовые технологии» (2003), где являлся председателем НТС.